# Afrocandezea tropica
Afrocandezea tropica is een keversoort uit de familie bladkevers (Chrysomelidae). De wetenschappelijke naam van de soort werd in 1915 gepubliceerd door Julius Weise.